# 70 Геркулеса
70 Геркулеса (лат. 70 Herculis, HD 157198) — кратная звезда в созвездии Геркулеса на расстоянии приблизительно 422 световых лет (около 129 парсек) от Солнца. Возраст звезды определён как около 1 млрд лет.

## Характеристики
Первый компонент (WDS J17209+2430A) — бело-голубая звезда спектрального класса A0, или A1V, или A2V, или B9,5III. Видимая звёздная величина звезды — +5,122m. Масса — около 3,523 солнечных, радиус — около 4,6 солнечных, светимость — около 165,959 солнечных. Эффективная температура — около 9482 K.
Второй компонент — коричневый карлик. Масса — около 29,28 юпитерианских. Удалён в среднем на 2,276 а.е..
Третий компонент (BD+24 3168) — жёлто-белая звезда спектрального класса F0. Видимая звёздная величина звезды — +9,33m. Радиус — около 3,15 солнечных, светимость — около 20,493 солнечных. Эффективная температура — около 6920 K. Удалён на 223,6 угловых секунд.
Четвёртый компонент (WDS J17209+2430C). Видимая звёздная величина звезды — +12,58m. Удалён от первого компонента на 240,3 угловых секунд, от третьего компонента на 146,5 угловых секунд.
Пятый компонент (WDS J17209+2430D). Видимая звёздная величина звезды — +10,76m. Удалён на 221,7 угловых секунд.
Шестой компонент (WDS J17209+2430E). Видимая звёздная величина звезды — +11,32m. Удалён на 550,2 угловых секунд.